# Koskenalussaaret (ö, lat 67,72, long 24,94)
Koskenalussaaret är en ö i Finland.   Den ligger i den ekonomiska regionen  Fjäll-Lappland  och landskapet Lappland, i den norra delen av landet, 800 km norr om huvudstaden Helsingfors.